# Montcel (Savoia)
Montcel és un municipi francès situat al departament de la Savoia i a la regió d'Alvèrnia-Roine-Alps. L'any 2007 tenia 833 habitants.

## Demografia

### Població
El 2007 la població de fet de Montcel era de 833 persones. Hi havia 305 famílies de les quals 76 eren unipersonals (32 homes vivint sols i 44 dones vivint soles), 72 parelles sense fills, 133 parelles amb fills i 24 famílies monoparentals amb fills.
La població ha evolucionat segons el següent gràfic:
Habitants censats

### Habitatges
El 2007 hi havia 470 habitatges, 320 eren l'habitatge principal de la família, 144 eren segones residències i 6 estaven desocupats. 412 eren cases i 53 eren apartaments. Dels 320 habitatges principals, 268 estaven ocupats pels seus propietaris, 47 estaven llogats i ocupats pels llogaters i 5 estaven cedits a títol gratuït; 1 tenia una cambra, 10 en tenien dues, 32 en tenien tres, 82 en tenien quatre i 195 en tenien cinc o més. 267 habitatges disposaven pel capbaix d'una plaça de pàrquing. A 113 habitatges hi havia un automòbil i a 191 n'hi havia dos o més.

### Piràmide de població
La piràmide de població per edats i sexe el 2009 era:
| Homes | Edats   | Dones |
| ----- | ------- | ----- |
| 0     | 95 o +  | 0     |
| 0     | 90 a 94 | 4     |
| 0     | 85 a 89 | 0     |
| 8     | 80 a 84 | 0     |
| 8     | 75 a 79 | 12    |
| 8     | 70 a 74 | 20    |
| 8     | 65 a 69 | 4     |
| 28    | 60 a 64 | 16    |
| 12    | 55 a 59 | 8     |
| 28    | 50 a 54 | 20    |
| 32    | 45 a 49 | 28    |
| 40    | 40 a 44 | 44    |
| 28    | 35 a 39 | 32    |
| 20    | 30 a 34 | 36    |
| 16    | 25 a 29 | 4     |
| 20    | 20 a 24 | 16    |
| 16    | 15 a 19 | 36    |
| 20    | 10 a 14 | 36    |
| 52    | 5 a 9   | 36    |
| 16    | 0 a 4   | 28    |

## Economia
El 2007 la població en edat de treballar era de 557 persones, 428 eren actives i 129 eren inactives. De les 428 persones actives 400 estaven ocupades (216 homes i 184 dones) i 28 estaven aturades (10 homes i 18 dones). De les 129 persones inactives 49 estaven jubilades, 49 estaven estudiant i 31 estaven classificades com a «altres inactius».

### Ingressos
El 2009 a Montcel hi havia 328 unitats fiscals que integraven 854,5 persones, la mediana anual d'ingressos fiscals per persona era de 20.067 €.

### Activitats econòmiques
Dels 35 establiments que hi havia el 2007, 1 era d'una empresa de fabricació d'altres productes industrials, 5 d'empreses de construcció, 5 d'empreses de comerç i reparació d'automòbils, 3 d'empreses de transport, 6 d'empreses d'hostatgeria i restauració, 1 d'una empresa d'informació i comunicació, 1 d'una empresa financera, 1 d'una empresa immobiliària, 3 d'empreses de serveis, 3 d'entitats de l'administració pública i 6 d'empreses classificades com a «altres activitats de serveis».
Dels 7 establiments de servei als particulars que hi havia el 2009, 1 era una oficina de correu, 1 paleta, 1 guixaire pintor, 2 fusteries, 1 perruqueria i 1 restaurant.
L'únic establiment comercial que hi havia el 2009 era una fleca.
L'any 2000 a Montcel hi havia 16 explotacions agrícoles que ocupaven un total de 384 hectàrees.

## Equipaments sanitaris i escolars
El 2009 hi havia una escola elemental.

## Poblacions més properes
El següent diagrama mostra les poblacions més properes.